# Legio XIX
La Legio XIX era una legione romana arruolata nel 41-40 a.C. da Ottaviano, il futuro primo imperatore romano Augusto, e distrutta nella battaglia della foresta di Teutoburgo nell'anno 9. L'emblema della XIX non è noto, ma potrebbe essere stato il Capricorno come per le altre legioni di Augusto.

## Storia
Sia Gaio Giulio Cesare che Gneo Pompeo utilizzarono nei loro eserciti delle legioni con il numero XIX, ma non è chiaro se qualcuna di queste diede origine alla XIX dell'impero romano; anche Marco Antonio ebbe una XIX legione, detta Classica. L'opinione più diffusa, però, è che Ottaviano l'abbia reclutata esplicitamente per far fronte alla minaccia di Sesto Pompeo, figlio di Pompeo Magno e rappresentante del Senato romano, il quale teneva in pugno la Sicilia, controllando la fornitura di grano per la città di Roma.
Dopo la guerra civile tra Ottaviano e Marco Antonio, culminata con la vittoria del primo nella battaglia di Azio nel 31 a.C., ai veterani vennero assegnate terre nella zona di Pisa. La XIX fece probabilmente parte dell'esercito che conquistò la Rezia intorno al 15 a.C., come attestato da ritrovamenti archeologici a Oberammergau, in Baviera, mentre tra il 15 e l'8 a.C. la legione (o una sua parte consistente) rimase di stanza a Dangstetten, lungo l'alto corso del Reno. Nell'ambito della conquista della Germania voluta da Augusto, la XIX partecipò alle campagne di Tiberio (8 a.C. e 4-5 d.C.). Ne è attestata la presenza ad Ara Ubiorum (Colonia), Novaesium (Neuss) e Aliso (l'attuale Haltern).
Con la fine della campagna di Tiberio, le nuove conquiste vennero organizzate a provincia, e Publio Quintilio Varo fu scelto come  governatore. Nel 9 il capo dei Cherusci, nonché alleato romano, Arminio organizzò una trappola contro i Romani: informò Varo di una inesistente rivolta delle tribù occidentali, e gli consigliò di portare l'esercito sul Reno. Varo si mosse con tre legioni, la XVII, la XVIII e la XIX, ma il tradimento di Arminio fece scattare la trappola: le legioni, bloccate vicino Osnabrück, vennero sconfitte e distrutte nella battaglia della foresta di Teutoburgo.
Nel 15 Lucio Stertinio, durante la campagna germanica di Germanico, ritrovò l'aquila della XIX in possesso dei Bructeri. In seguito Germanico ritornò sul luogo della battaglia di Teutoburgo, e diede degna sepoltura ai resti dei soldati morti.